# Saint-Benoît-des-Ondes
Saint-Benoît-des-Ondes é uma comuna francesa na região administrativa da Bretanha, no departamento Ille-et-Vilaine. Estende-se por uma área de 2,92 km². Em 2010 a comuna tinha 1 016 habitantes (densidade: 347,9 hab./km²).